# Cinclodes comechingonus
La remolinera de Córdoba o remolinera serrana (Cinclodes comechingonus), también denominada piloto,  es una especie de ave paseriforme perteneciente al género Cinclodes de la familia Furnariidae. Es endémica del centro norte de Argentina.

## Distribución y hábitat

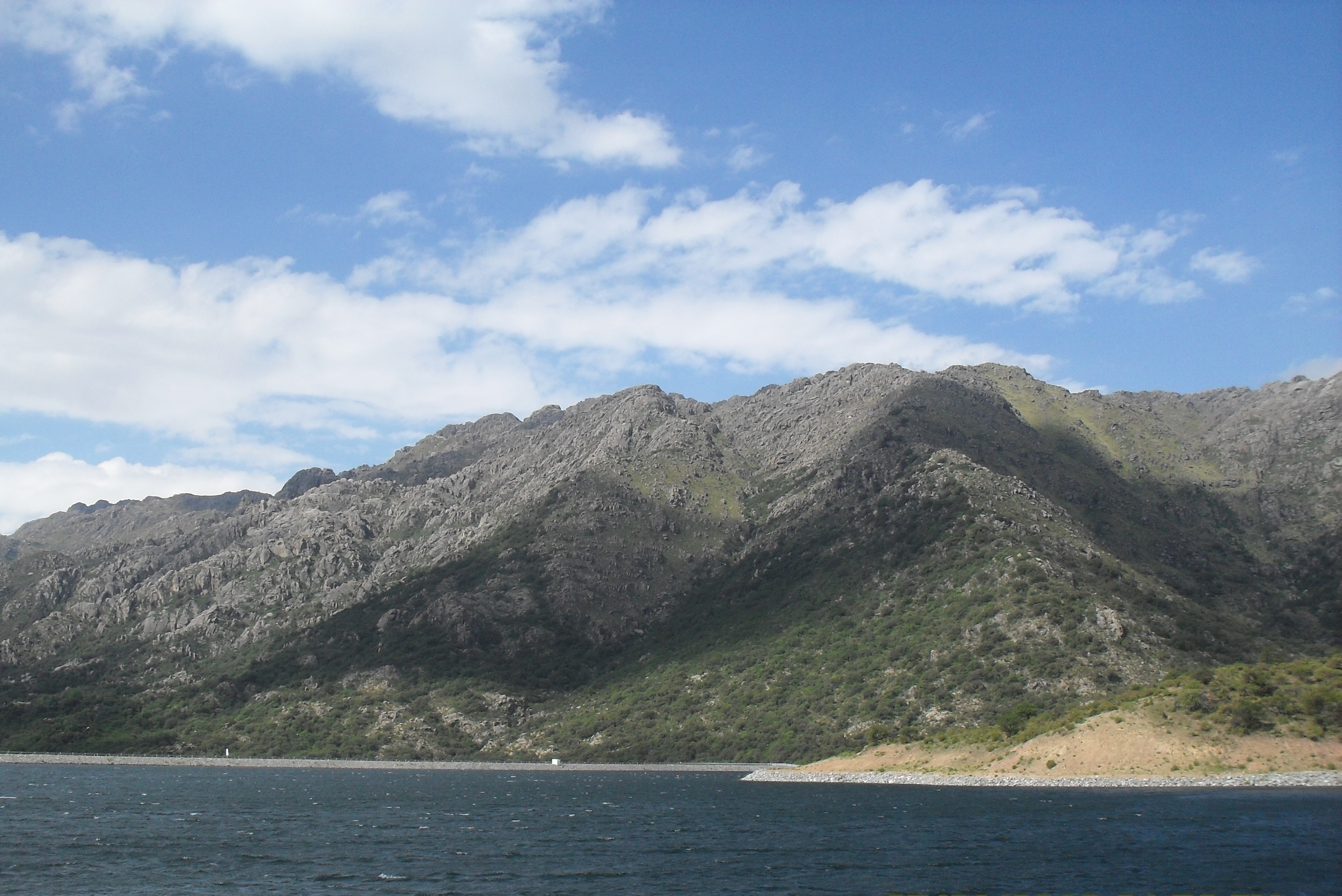
Sierra de Comechingones, en la provincia de San Luis, Argentina, ejemplo de hábitat de la especie.

Se distribuye en el centro norte de Argentina (oeste de Córdoba, noreste de San Luis, Mendoza); en la temporada no reproductiva ocurre más al norte hasta el este de Tucumán y norte de Santiago del Estero; habiendo registros hasta Catamarca y Formosa.
Esta especie es considerada común en su hábitat natural, los herbazales abiertos y áreas rocosas serranas; en invierno realiza algún movimiento hacia el norte. Entre los 1600 y los 2400 m de altitud en la época reproductiva, más bajo en los inviernos. Recientemente fue registrada a 3300 m de altitud.
Aunque su población no ha sido cuantificada, se considera común dentro de los restrictos límites geográficos descritos, aunque se sospecha que está en declive debido a la degradación de su hábitat.

## Descripción
Mide 17 cm de longitud y pesa entre 25 y 32 g. El pico presenta la maxila pardo negruzca y la mandíbula pardo oscura con base pardo amarillenta; las patas son pardas negruzcas; el iris es pardo oscuro. Exhibe una lista superciliar blanquecina; la parte dorsal es parda, más rojiza en las cobertoras alares. Por abajo, la garganta es blanca con puntos pardos; el pecho, los flancos y las subcaudales son de color pardo acanelado; el vientre es blanquecino. Las alas son pardas con una ancha banda rojiza, por debajo de ésta exhibe una angosta banda negruzca; las cobertoras de las primarias son negruzcas y rojizas. La cola es negruzca con las plumas centrales pardo-rojizas y la punta de las plumas externas de color canela.

## Comportamiento
Es un ave terrícola, se posa en rocas y anda solitaria o en pareja. Recorre las orillas de ambientes acuáticos y suele erguir
la cola.

### Alimentación
Su dieta es variada y consiste de insectos: coleópteros (Curculionidae, Chrysomelidae, Hydrobiidae), hemípteros, lepidópteros (Colias), ortópteros; moluscos: gastrópodos (Littoridina, Bivalvia, Biomphalaria), renacuajos; y también de algunas semillas.

### Reproducción
La nidificación ocurre entre los meses de octubre y enero. Construye un nido oculto y elaborado, en huecos, grietas entre piedras, túneles, cuevas o caños. Acolcha la base de la cámara con pelusas vegetales suaves, pajitas, pelos, cerdas, lanas o plumas. La puesta es de dos a tres huevos, ovoidales, blancos, que miden en promedio 19 x 25 mm. Ambos padres incuban y alimentan a los pichones.

### Vocalización
El canto es muy similar al de Cinclodes fuscus, aunque bastante más complejo; un trinado breve, de timbre alto, generalmente dado con las alas levantadas y agitadas de modo exuberante, algunas veces en un vuelo de exhibición.

## Sistemática

### Descripción original
La especie C. comechingonus fue descrita por primera vez por los ornitólogos argentinos Ángel Zotta y Héctor Gavio en 1944 bajo el mismo nombre científico; su localidad tipo es: «Sierras de Comechingones (alt. 2.400 m), a 7 Km al este de La Paz, Provincia de Córdoba, Argentina (Lat. S. 32° 15', long. W. 65°)».

### Etimología
El nombre genérico masculino «Cinclodes» deriva del género Cinclus, que por su vez deriva del griego «kinklos»: ave desconocida a orilla del agua, y «oidēs»: que recuerda, que se parece; significando «que se parece a un Cinclus»; y el nombre de la especie «comechingonus», se refiere a la localidad tipo, la Sierra de Comechingones.

### Taxonomía
Fue frecuentemente tratada como conespecífica con Cinclodes fuscus, pero sin evidencias de sobreposición en sus zonas reproductivas. Los estudios evolucionarios y genéticos no ofrecen soporte a tal tratamiento. Es monotípica.